# Andrés de Tapia Motelchiuh

Don Andrés de Tapia Motelchiuhtzin Huitznahuatlailótlac foi o 13º Tlatoani de Tenochtitlán (1526-1530) o segundo nomeado por Cortés .

## Vida
Após a morte de Don Juan Velázquez Tlacotzin em Achiyotlan em 1525, Hernán Cortés escolheu Andrés Motelchiuhtzin como o novo governante de Tenochtitlan  .
Motelchiuhtzin não era nobre; nasceu como um macehualli (trabalhador), mas ganhou notoriedade como huitznahuatl (líder dos guerreiros) . Ele foi um dos embaixadores que Moctezuma II enviou para Cempoala para negociar e tentar retardar Cortés em seu avanço a  Tenochtitlán . Mais tarde foi capturado com Cuauhtémoc, e torturado para revelar a localização do ouro astecas . Posteriormente foi libertado e voltou para suas terras.
Como Tenochtitlan estava em ruínas, ficou em Nochixtlan. Durante os anos em que Cortés estava fora em suas expedições, Motelchiuhtzin governou Tenochtitlan como quauhtlatoani  por cinco anos .
Durante seu governo, os títulos astecas e as condecorações foram abolidas pelos espanhóis.
Em 1530, Motelchiuhtzin empreendeu com os espanhóis uma expedição para Teocolhuacan, contra os Chichimeca e foi ferido por uma flecha. Morrendo em Aztatlan logo em seguida. Deixou um filho chamado Hernando de Tapia.
Após sua morte Cortés escolheu Pablo Xochiquentzin para substituí-lo .
| Precedido por Tlacotzin | 13º Tlatoani de Tenochtitlan 1526 – 1530 | Sucedido por Xochiquentzin |